# Ya‘ar Eshta'ol
Ya‘ar Eshta'ol (hebreiska: Ya‘ar Eshta’ol, יער אשתאול) är en skog i Israel.   Den ligger i distriktet Jerusalem, i den centrala delen av landet.